# Bénéna
Bénéna is een gemeente (commune) in de regio Ségou in Mali. De gemeente telt 17.900 inwoners (2009).